# Les Gordon (musicien)
Pour les articles homonymes, voir Gordon.
Ne doit pas être confondu avec Les Gordon.
Les Gordon, de son vrai nom Marc Mifune, né à Rennes, est un musicien de musique électronique français.

## Biographie
Ancien étudiant des beaux-arts, originaire de Rennes, il est allé à l'école Émile-Cohl de Lyon. Son père est taïwanais, et son pseudonyme est une référence au vidéaste Douglas Gordon. Il a notamment étudié le violoncelle puis la guitare.
Il a assuré les premières parties des artistes Stromae (Rencontres Trans Musicales 2013), Madeon (Le Trianon) ou encore du collectif Fauve, (dix-huit dates).
Il a sorti les EP Saisons (c. 2014), Les cheveux longs (c. 2015), Atlas (2016) et Abyss (2016), ainsi qu'un EP de collaboration, Croquis no 1 (2015). Il est signé sur le label Kitsuné après avoir été sur le label Allo Floride.
En 2022 il sort l'album Nuances.
Il a plusieurs projets complémentaires en duo comme Mondrian avec Roman Oswald et Leska avec Douchka.